# Йоханан Ахарони
Йоханан Ахарони (на иврит: יוחנן אהרוני) е израелски археолог.
Роден е на 7 юни 1919 година във Франкфурт на Одер, Германия. През 1933 година семейството му се преселва в Палестина, където учи в земеделското училище „Микве Израел“, а след това до 1947 година е член на кибуца „Алоним“. Завършва археология в Еврейския университет в Йерусалим, където преподава от 1953 до 1968 година, когато се премества в Телавивския университет. Участва в разкопки на обекти, сред които Рамат Рахел, Тел Арад, Вирсавия, Хацор и Лахиш, и се налага като един от водещите археолози в страната.
Йоханан Ахарони умира на 9 февруари 1976 година в Тел Авив.